# Морфізм алгебричних многовидів
В алгебричній геометрії, морфізмом між алгебричними многовидами називається відображення між многовидами, що локально є многочленом. Морфізми також називають регулярними відображеннями. Морфізм із алгебричного многовида в афінну пряму називається регулярною функцією.
Регулярне відображення, для якого існує обернене відображення, що теж є регулярним називається бірегулярним. Бірегулярні відображення є ізоморфізмами у категорії алгебричних многовидів. Загалом регулярність і бірегулярність є досить сильними умовами, наприклад єдиними регулярними функціями на проєктивних многовидах є константи. Тому часто при вивченні алгебричних многовидів використовують слабші властивості відображень, зокрема раціональність і біраціональність.

## Означення
Якщо X і Y є підмноговидами афінних просторів An і Am, то регулярне відображення ƒ:X→Y є обмеженням поліноміального відображення An→Am. Тобто відображення має вид
{\displaystyle f=(f_{1},\dots ,f_{m})}
де {\displaystyle f_{i}} належать координатному кільцю многовида X:
{\displaystyle k[X]=k[x_{1},\dots ,x_{n}]/I,}
а I — ідеал, що визначає X, і образ {\displaystyle f(X)} належить Y; тобто задовольняє поліноміальні рівняння, що визначають Y. (Два многочлени f і g задають одну функцію на X якщо і тільки якщо f − g належить ідеалу I.)
Для проєктивних чи квазіпроєктивних многовидів, відображення ƒ:X→Y між двома многовидами називається регулярним в точці x якщо існує окіл U точки x і окіл V точки ƒ(x) для яких ƒ(U) ⊂ V і обмеження відображення ƒ:U→V є регулярним як відображення між деякими афінними картами на U і V. Відображення ƒ називається регулярним, якщо воно є регулярним в усіх точках X. Якщо X і Y є афінними, то два подані вище означення регулярності відображення ƒ:X→Y є еквівалентними (афінні многовиди є квазіпроєктивними).
У загальному випадку X і Y є абстрактними алгебричними многовидами, тобто певним видом окільцьованих просторів і відображення ƒ:X→Y між ними називається регулярним, якщо воно є морфізмом локально окільцьованих просторів.
Композиція регулярних відображень є регулярним відображенням; тому алгебричні многовиди утворюють категорію морфізмами якої є регулярні відображення.
Регулярні відображення між афінними многовидами утворюють контраваріантну однозначну відповідність з гомоморфізмами між координатними кільцями: якщо ƒ:X→Y є морфізмом афінних многовидів, тоді він задає k-гомоморфізм
{\displaystyle f^{\#}:k[Y]\to k[X],\,g\mapsto g\circ f}
де {\displaystyle k[X],k[Y]} — координатні кільця многовидів X і Y; дане означення є добре заданим оскільки {\displaystyle g\circ f=g(f_{1},\dots ,f_{m})} є многочленом щодо елементів {\displaystyle k[X]}. Навпаки, якщо {\displaystyle \phi :k[Y]\to k[X]} є k-гомоморфізмом афінних алгебр, то він задає морфізм
{\displaystyle \phi ^{a}:X\to Y}
таким чином: записавши {\displaystyle k[Y]=k[y_{1},\dots ,y_{m}]/J,}
{\displaystyle \phi ^{a}=(\phi ({\overline {y_{1}}}),\dots ,\phi ({\overline {y_{m}}}))}
де {\displaystyle {\overline {y}}_{i}} є образами елементів {\displaystyle y_{i}}. 
Виконуються рівності {\displaystyle {\phi ^{a}}^{\#}=\phi } і {\displaystyle {f^{\#}}^{a}=f.} Зокрема, f є ізоморфізмом афінних многовидів, якщо і тільки якщо f# є ізоморфізмом координатних кілець.
Наприклад, якщо X є замкнутим підмноговидом афінного многовида Y і ƒ є включенням, то ƒ# є обмеженням регулярної функції з Y на X.

## Регулярні функції
Якщо Y є рівним A1 регулярне відображення ƒ:X→A1 називається регулярною функцією. Регулярні функції є алгебричним аналогом гладких функцій у диференціальній геометрії. Кільце регулярних функцій є фундаментальним об'єктом досліджень афінної алгебричної геометрії. Єдиними регулярними функціями на є константи (цей факт можна розглядати як алгебричний аналог теореми Ліувіля в комплексному аналізі).
Функція ƒ:X→A1 є регулярною в точці x якщо, в деякому афінному околі точки x, вона є раціональною функцією регулярною в точці x; тобто якщо існують деякі регулярні функції g, h в афінному околі x, такі що f = g/h і h не рівна нулю в точці x.
Якщо X є квазіпроєктивним многовидом, тобто відкритим підмноговидом проєктивного многовида, тоді поле функцій k(X) є рівним полю функцій замикання {\displaystyle {\overline {X}}} многовида X і тому раціональні функції на X мають вид g/h для деяких однорідних елементів g, h однакового степеня {\displaystyle k[{\overline {X}}]} від однорідних координат проєктивного многовида {\displaystyle {\overline {X}}}. Тоді раціональна функція f на X є регулярною в точці x, якщо і тільки якщо існують однорідні елементи g, h однакового степеня в {\displaystyle k[{\overline {X}}]}, для яких f = g/h і h не рівний нулю в точці x. Цю властивість можна також взяти за означення регулярних функцій.

## Порівняння з морфізмами схем
Якщо X = Spec A і Y = Spec B є афінними схемами, тоді гомоморфізм кілець φ : B → A задає морфізм схем
{\displaystyle \phi ^{a}:X\to Y,\,{\mathfrak {p}}\mapsto \phi ^{-1}({\mathfrak {p}})}
визначений через прообрази простих ідеалів. Всі морфізми афінних схем задаються подібним чином і за допомогою склеювання таких морфізмів вводиться поняття морфізмів загальних схем.
Якщо X, Y є афінними многовидами, тобто A і B є областями цілісності і скінченнопородженими алгебрами над алгебрично замкнутим полем k, то, розглядаючи лише замкнуті точки, отримуємо еквівалентне означення регулярності відображення. (Доведення: якщо ƒ : X → Y є морфізмом, то записавши {\displaystyle \phi =f^{\#}}, потрібно довести, що
{\displaystyle {\mathfrak {m}}_{f(x)}=\phi ^{-1}({\mathfrak {m}}_{x})}
де {\displaystyle {\mathfrak {m}}_{x},{\mathfrak {m}}_{f(x)}} є максимальними ідеалами точок x і f(x); тобто, {\displaystyle {\mathfrak {m}}_{x}=\{g\in k[X]\mid g(x)=0\}}. Це відразу випливає з означень.)
Як наслідок категорію афінних многовидів можна ідентифікувати як повну підкатегорію категорії афінних схем над полем k. Оскільки морфізми довільних многовидів одержуються склеюваннями морфізмів афінних многовиди як і морфізми схем з морфізмів афінних схем, категорія многовидів є повною підкатегорією категорії схем над полем k.

## Приклади
- Регулярними функціями на An є многочлени від n змінних; регулярними функціями на Pn є лише константи.
- Нехай X — афінна крива {\displaystyle y=x^{2}}. Тоді відображення

{\displaystyle f:X\to \mathbf {A} ^{1},\,(x,y)\mapsto x}
є морфізмом; воно є бієкцією із оберненим відображенням {\displaystyle g(x)=(x,x^{2})}. Оскільки g теж є морфізмом, то f є ізоморфізмом многовидів.
- Нехай X — афінна крива {\displaystyle y^{2}=x^{3}+x^{2}}. Тоді

{\displaystyle f:\mathbf {A} ^{1}\to X,\,t\mapsto (t^{2}-1,t^{3}-t)}
є морфізмом. Йому відповідає гомоморфізм кілець
{\displaystyle f^{\#}:k[X]\to k[t],\,g\mapsto g(t^{2}-1,t^{3}-t),}
який є ін'єктивним (оскільки f є сюр'єктивним).
- В попередньому прикладі, нехай U = A1 − {1}. Оскільки U є доповненням гіперплощини t = 1, то U є афінним многовидом. Відображення {\displaystyle f:U\to X} є бієкцією. Але відповідний гомоморфізм кілець є включенням {\displaystyle k[X]=k[t^{2}-1,t^{3}-t]\hookrightarrow k[t,(t-1)^{-1}]}, що не є ізоморфізмом, тож f |U теж не є ізоморфізмом многовидів.
- Нехай X — афінна крива x2 + y2 = 1 і

{\displaystyle f(x,y)={1-y \over x}}.
Тоді f є раціональною функцією на X. Вона є регулярною на (0, 1) оскільки як раціональна функція на X, f може бути записана як {\displaystyle f(x,y)={x \over 1+y}}.
- Нехай X = A2 − (0, 0). Тоді X є алгебричним многовидом оскільки X є відкритою підмножиною многовида. Якщо f є регулярною функцією на X, тоді f є регулярною на {\displaystyle D_{\mathbf {A} ^{2}}(x)=\mathbf {A} ^{2}-\{x=0\}} і належить {\displaystyle k[D_{\mathbf {A} ^{2}}(x)]=k[\mathbf {A} ^{2}][x^{-1}]=k[x,x^{-1},y]}. Також вона належить {\displaystyle k[x,y,y^{-1}]}. Тому:
{\displaystyle f={g \over x^{n}}={h \over y^{m}}}

де g, h є многочленами з k[x, y]. Як наслідок g ділиться на xn і f є многочленом. Тому кільце регулярних функцій на X рівне k[x, y]. (Тому, зокрема, X не є афінним многовидок; в іншому випадку, мало б бути X = A2.)
- Припустимо {\displaystyle \mathbf {P} ^{1}=\mathbf {A} ^{1}\cup \{\infty \}} ідентифікуючи точки (x : 1) з точками x на A1 і ∞ = (1 : 0). Існує автоморфізм σ многовида P1 заданий як σ(x : y) = (y : x); зокрема, σ переставляє 0 і ∞. якщо f є раціональною функцією на P1, Тоді

{\displaystyle \sigma ^{\#}(f)=f(1/z)}
і f є регулярною у ∞ якщо і тільки якщо f(1/z) є регулярною в нулі.
- Для довільних алгебричних многовидів X, Y, проєкція
{\displaystyle p:X\times Y\to X,\,(x,y)\mapsto x}

є морфізмом многовидів. Якщо X і Y є афінними, то відповідний гомоморфізм кілець:
{\displaystyle p^{\#}:k[X]\to k[X\times Y]=k[X]\otimes _{k}k[Y],\,f\mapsto f\otimes 1}
де {\displaystyle (f\otimes 1)(x,y)=f(p(x,y))=f(x)}.

## Властивості
Морфізм між многовидами є неперервним відображенням щодо топології Зариського.
Образ морфізма многовидів може не бути відкритою чи замкнутою множиною (наприклад, образ відображення {\displaystyle \mathbf {A} ^{2}\to \mathbf {A} ^{2},\,(x,y)\mapsto (x,xy)}). Якщо f є морфізмом між многовидами, то образ f містить відкриту щільну підмножину його замикання.
Морфізм ƒ:X→Y алгебричних многовидів називається домінантним якщо його образ є щільною множиною. Для такого f, якщо V є непустою відкритою афінною підмножиною многовида Y, то існує непуста відкрита афінна підмножина U многовида X, для якої ƒ(U) ⊂ V, і тоді {\displaystyle f^{\#}:k[V]\to k[U]} є ін'єкцією. Тобто домінантне відображення індукує ін'єкції на рівні полів функцій:
{\displaystyle k(Y)=\varinjlim k[V]\hookrightarrow k(X),\,g\mapsto g\circ f}
де границя береться по всіх непустих афінних відкритих підмножинах Y. Навпаки, кожне включення полів {\displaystyle k(Y)\hookrightarrow k(X)} індукується домінантним раціональним відображенням з X в Y. Відповідно дана конструкція визначає контраваріантну еквівалентність між категорією алгебричних многовидів над полем k і домінантних раціональних відображень між ними і категорією скінченнопороджених розширень поля k.
Якщо X є гладкою повною кривою (Наприклад, P1) і якщо f є раціональним відображенням з X у проєктивний простір Pm, то f є a регулярним відображенням X → Pm. Зокрема, коли X є гладкою повною кривою, будь-яка раціональна функція на X може розглядатися як морфізм X → P1 і, навпаки, такий морфізм як раціональна функція на X.
Для нормального многовида (зокрема гладкого многовида) раціональна функція є регулярною, якщо і тільки якщо вона не має полюсів корозмірності 1.
Морфізм між алгебричними многовидами, що є гомеоморфізмом топологічних просторів, не обов'язково буде ізоморфізмом (контрприкладом є морфізм Фробеніуса {\displaystyle t\mapsto t^{p}}.) Навпаки, якщо f  бієктивним біраціональним відображенням у нормальний многовид, то f є бірегулярним. (Головна теорема Зариського.)
Регулярне відображення між комплексними алгебричними многовидами є голоморфним. Зокрема регулярне відображення на комплексну пряму є голоморфною функцією.

## Морфізми в проєктивний простір
Нехай
{\displaystyle f:X\to \mathbf {P} ^{m}}
є морфізмом з проєктивного многовида в проєктивний простір і x — точка в X. Тоді деяка i-та однорідна координата точки f(x) є ненульовою; наприклад, i = 0 для простоти. Тоді, з неперервності, існує відкритий афінний окіл U точки x такий що
{\displaystyle f:U\to \mathbf {P} ^{m}-\{y_{0}=0\}}
є морфізмом, де yi позначає однорідні координати. Область значень у цьому випадку є афінним простором Am, якщо ідентифікувати {\displaystyle (a_{0}:\dots :a_{m})=(1:a_{1}/a_{0}:\dots :a_{m}/a_{0})\sim (a_{1}/a_{0},\dots ,a_{m}/a_{0})}. Тому, згідно з означенням, обмеження f |U задається як
{\displaystyle f|_{U}(x)=(g_{1}(x),\dots ,g_{m}(x))}
де gi є регулярними функціями на U. Оскільки X є проєктивним многовидом, кожна gi є часткою однорідних елементів однакового степеня однорідного координатного кільця k[X] многовида X. Ці частки можна упорядкувати так, що вони матимуть спільний однорідний знаменник f0. Тоді можна записати gi = fi/f0 для деяких однорідних елементів fi у k[X]. Повертаючись до однорідних координат,
{\displaystyle f(x)=(f_{0}(x):f_{1}(x):\dots :f_{m}(x))}
для всіх x у U і згідно з неперервністю для всіх x з X, для яких не всі одночасно fi приймають нульове значення. Якщо всі одночасно fi приймають нульове значення в точці x многовида X, то, згідно з описаною вище процедурою, можна обрати fi, які не приймають одночасно нульове значення в цій точці.
Описане вище насправді є справедливим для довільного квазіпроєктивного многовида X, що є відкритим підмноговидом проєктивного многовида {\displaystyle {\overline {X}}}, з тією різницею, що fi належать однорідному координатному кільцю многовида {\displaystyle {\overline {X}}}.
Зауваження: Написане вище не означає що морфізм з проєктивного многовида в проєктивний простір задається єдиною множиною многочленів (як у афінному випадку). Наприклад, нехай X — коніка {\displaystyle y^{2}=xz} в P2. Тоді два відображення {\displaystyle (x:y:z)\mapsto (x:y)} і {\displaystyle (x:y:z)\mapsto (y:z)} узгоджуються на відкритій підмножині {\displaystyle \{(x:y:z)\in X\mid x\neq 0,z\neq 0\}} коніки X (оскільки {\displaystyle (x:y)=(xy:y^{2})=(xy:xz)=(y:z)}) і визначають морфізм {\displaystyle f:X\to \mathbf {P} ^{1}}.

## Прообрази морфізма
Важливим результатом є теорема:
Нехай  f: X → Y — домінуючий морфізм алгебричних многовидів, і r = dim X − dim Y. Тоді
1. Для кожної незвідної замкнутої підмножини W многовида Y і кожної незвідної компоненти Z прообразу {\displaystyle f^{-1}(W)}, що домінує W,
{\displaystyle \dim Z\geq \dim W+r.}
2. Існує непуста відкрита підмножина U в Y, для якої (a) {\displaystyle U\subset f(X)} і (b) для кожної незвідної замкнутої підмножини W многовида Y з непустим перетином з U і кожної незвідної компоненти Z прообразу {\displaystyle f^{-1}(W)} з непустим перетином з {\displaystyle f^{-1}(U)},
{\displaystyle \dim Z=\dim W+r.}

Нехай f: X → Y — морфізм алгебричних многовидів. Для кожної точки x з X, позначимо
{\displaystyle e(x)=\max\{\dim Z\mid Z,}  де Z — незвідна компонента {\displaystyle f^{-1}(f(x))}, що містить x.
Тоді e  є верхньою напівнеперервною функцією, тобто для кожного цілого числа n, множина
{\displaystyle X_{n}=\{x\in X\mid e(x)\geq n\}}
є замкнутою.